# Хори, Хидэюки
Хидэюки Хори (яп. 堀秀行 Хори Хидэюки, 23 марта, 1954, префектура Токио) — японский сэйю. Он наиболее известен своими ролями в Saint Seiya (Феникс Икки), Sakigake!! Otokojuku (в роли Момотаро Цуруги), Kinnikuman (в роли Воина), Dragon Ball Z (в роли капитана Джинью), Mobile Fighter G Gundam (в роли Шварца Брудера/Кёдзи Кассю), Dead or Alive и Ninja Gaiden (в роли Рю Хаябусы) и One Piece (в роли Бартоломью Кумы).
Наряду с Акирой Камия и Хидэюки Танакой, он был одним из наиболее часто используемых актёров озвучки 80-90-х годов, появившись в фильме Saint Seiya (который он озвучил со своим братом Юкитоси), Kinnikuman, Dragon Quest: The Adventure of Dai, Dragon Ball Z, Fist of the North Star, Sakigake!! Otokojuku и несколько других.
В качестве актёра он сыграл в тайге дораме NHK Tokugawa Ieyasu в роли Юки Хидэясу.

## Позиции в Гран-при журналаAnimage
- 1988 год — 18-е место в Гран-при журнала Animage в номинации на лучшую мужскую роль[1];
- 1989 год — 21-е место в Гран-при журнала Animage в номинации на лучшую мужскую роль[2]

## Роли в аниме
- 1979 год — Uchu Kubo Blue Noah (Тацуя Иноуэ);
- 1981 год — Доктор Сламп (ТВ-1) (Мотомонах);
- 1982 год — Kikou Kantai Dairugger XV (Миранда Китс);
- 1982 год — Королева Тысячелетия — Фильм (Пилот);
- 1983 год — Ai Shite Night (Суги);
- 1983 год — Lady Georgie (Авель (взрослый));
- 1984 год — Вингмен - воин мечты (Окуно);
- 1984 год — Кулак Северной Звезды (ТВ-1) (Рюга);
- 1985 год — Один: Космический корабль «Звёздный свет» (Мамору Нельсон);
- 1985 год — Aoki Ryuusei SPT Layzner TV (Амос Гейл);
- 1985 год — High School! Kimen-gumi (Риндзи Сё);
- 1986 год — The Story of Pollyanna, Girl of Love (Тимоти);
- 1986 год — Cool Cool Bye (Корола);
- 1986 год — Soukihei MD Geist (Ханс);
- 1986 год — Aoki Ryuusei SPT Layzner OVA (Амос Гейл);
- 1986 год — Рыцари Зодиака (ТВ) (Феникс Икки);
- 1987 год — Трансформеры: Властоголовы (Хромдом);
- 1988 год — Sakigake!! Otoko Juku (Момотаро Цуруги);
- 1988 год — Легенда о героях Галактики OVA-1 (Максимилиан фон Кастроп);
- 1988 год — Синдзюку - город-ад (Кёя Идзаёи);
- 1989 год — Драгонболл Зет (ТВ) (Коммандор Гиню);
- 1989 год — Бао: Посетитель (Икуро Хасидзава / Бао);
- 1989 год — Isewan Taifu Monogatari (Рюити Нисидзава);
- 1989 год — Hi-Speed Jecy (Фолк Грин);
- 1991 год — Судья Тьмы (Мураками);
- 1991 год — Легенда о Королях-Драконах (Хадзимэ Рюдо);
- 1991 год — Драгон Квест (ТВ-2) (Хюнкель);
- 1992 год — Oi! Ryouma (Дзуйдзан Такэти (взрослый));
- 1992 год — Shin Dousei Jidai: Hawaiian Breeze (Сигэюки Хонда);
- 1992 год — Rokudenashi Blues (Тайсон Маэда);
- 1992 год — Ai no Kusabi (Сид);
- 1992 год — Kyou Kara Ore Wa!! (Синдзи Ито);
- 1992 год — Eien no Filena (Варрава);
- 1993 год — Боевая поп-группа Колибри (Юма Торэйси);
- 1993 год — Youseiki Suikoden: Masei Kourin (Такаюки Курихара);
- 1993 год — Черный Джек OVA-1 (Коитиро);
- 1994 год — Крутой учитель Онидзука: Ранние годы (Рюдзи Дамма);
- 1994 год — Мобильный воин Джи-ГАНДАМ (Шварц Брудер / Кёдзи Кассю);
- 1994 год — Slam Dunk (фильм второй) (Кадзуми Кавасаки);
- 1994 год — Темный Мститель Дарксайд (Гурэн);
- 1994 год — Kusatta Kyoushi No Houteishiki (Тору Хагивара);
- 1995 год — Tobe! Pegasus (Синода);
- 1995 год — Воспоминания о будущем (Нобуо Танака [Stink Bomb]);
- 1996 год — Choujin Gakuen Gowcaizer: The Voltage Fighters (Рампо Фудо);
- 1996 год — Вы арестованы (ТВ-1) (Отоко Страйк);
- 1998 год — Идеальная синева (Сакураги);
- 1998 год — Генератор Гаул (Ками);
- 1998 год — Mamotte Shugogetten! (Таросукэ Ситири);
- 2000 год — Инуяся (ТВ-1) (Токадзин);
- 2002 год — Мобильный воин ГАНДАМ: Поколение (Джордж Гленн);
- 2003 год — Огни Пестрой Арены (ТВ) (Майк Аббат);
- 2003 год — Зентрикс (Король Джарад);
- 2004 год — Рыцари Зодиака (фильм пятый) (Феникс Икки);
- 2004 год — Небесный Фафнир (Митио Хино);
- 2004 год — Мобильный воин ГАНДАМ: Судьба поколения (ТВ) (Лорд Джибрил);
- 2004 год — Черный Джек (ТВ) (Доктор Тэдзука);
- 2005 год — Черный кот (ТВ) (Белз Рошфор);
- 2008 год — Китаро с кладбища (Яся)